# Lin Yaohua
 (juin 2023).
La mise en forme du texte ne suit pas les recommandations de Wikipédia : il faut le « wikifier ».
Les points d'amélioration suivants sont les cas les plus fréquents. Le détail des points à revoir est peut-être précisé sur la page de discussion.
- Les titres sont pré-formatés par le logiciel. Ils ne sont ni en capitales, ni en gras.
- Le texte ne doit pas être écrit en capitales (les noms de famille non plus), ni en gras, ni en italique, ni en « petit »…
- Le gras n'est utilisé que pour surligner le titre de l'article dans l'introduction, une seule fois.
- L'italique est rarement utilisé : mots en langue étrangère, titres d'œuvres, noms de bateaux, etc.
- Les citations ne sont pas en italique mais en corps de texte normal. Elles sont entourées par des guillemets français : « et ».
- Les listes à puces sont à éviter, des paragraphes rédigés étant largement préférés. Les tableaux sont à réserver à la présentation de données structurées (résultats, etc.).
- Les appels de note de bas de page (petits chiffres en exposant, introduits par l'outil «  Source ») sont à placer entre la fin de phrase et le point final[comme ça].
- Les liens internes (vers d'autres articles de Wikipédia) sont à choisir avec parcimonie. Créez des liens vers des articles approfondissant le sujet. Les termes génériques sans rapport avec le sujet sont à éviter, ainsi que les répétitions de liens vers un même terme.
- Les liens externes sont à placer uniquement dans une section « Liens externes », à la fin de l'article. Ces liens sont à choisir avec parcimonie suivant les règles définies. Si un lien sert de source à l'article, son insertion dans le texte est à faire par les notes de bas de page.
- La présentation des références doit suivre les conventions bibliographiques. Il est recommandé d'utiliser les modèles {{Ouvrage}}, {{Chapitre}}, {{Article}}, {{Lien web}} et/ou {{Bibliographie}}. Le mode d'édition visuel peut mettre en forme automatiquement les références.
- Insérer une infobox (cadre d'informations à droite) n'est pas obligatoire pour parachever la mise en page.

Pour une aide détaillée, merci de consulter Aide:Wikification.
Si vous pensez que ces points ont été résolus, vous pouvez retirer ce bandeau et améliorer la mise en forme d'un autre article.
 (mai 2023).
Lin Yaohua (ou Lin Yueh-hwa, 1910-2000) est un sociologue et anthropologue chinois, un des premiers à avoir combiné les théories occidentales avec
le travail de terrain en Chine, bases de l'anthropologie culturelle.

## Biographie
Il naît le 27 mars 1910 dans le village de Lingwei (comté de Gutian), dans la province du Fujian. En 1932, il obtient un diplôme de premier cycle en sociologie à l'université Yenching et en 1935 un master de sociologie à l'institut de recherche de la même université. En 1940, après avoir obtenu une bourse du Harvard-Yenching Institute, il obtient un doctorat à l'université Harvard avec une thèse intitulée Miao-Man Peoples of Kweichow.
Revenu s'installer en 1941 en Chine à Kunming, il devient maître de conférences en sociologie à l’université du Yunnan. C'est à cette date qu'il termine la rédaction de son livre L'Aile d'or, une étude sociologique du système familial chinois. En 1942, l'université Yenching désormais installée à Chengdu lui offre un poste de maître de conférences et responsable des études du département de sociologie, puis responsable du département d'anthropologie quand l'université se transporte à Pékin en 1946.
Intégrant l’institut de sociologie de l’académie chinoise des sciences en 1950, il prend la tête d'un groupe de chercheurs en sciences sociales spécialisés sur le Tibet et se rend à ce titre au Tibet pour une enquête. Parallèlement, il réalise une mission d’identification ethnique dans le Dongbei, en Mongolie intérieure et dans le Yunnan pour le compte de l’Institut central des minorités qui lui permettront de publier en 1955 Travaux de recherche sur la question des ethnies chinoises.
En 1978, à la création du centre de recherches en ethnologie de l’Institut central des minorités, il en devient le premier directeur. En 1979, il est nommé vice-président de l’association chinoise de sociologie, en 1980 vice-président de l’association du folklore chinois, et chef du comité de rédaction en charge de l’ethnologie pour le volume sur l’ethnologie de l’Encyclopédie de Chine. En 1983, il crée le département d’ethnologie à l’Institut central des minorités pour former les premiers doctorants chinois en ethnologie.

## Recherche sociologique
Son premier livre L'Aile d'or a marqué toute une génération de sinologues et d’anthropologues car il représente l'un des premiers ouvrages disponibles en Occident écrit par des autochtones sur le monde rural chinois, avant la prise du pouvoir par le Parti communiste en 1949.
Dès 1943, il commence un travail de terrain auprès des Yi, une ethnie vivant dans les monts Liangshan qui se situent à la frontière du Sichuan, du Tibet et du Yunnan. Il y passe 87 jours et parcourt plus de 3 000 kilomètres, ce qui lui permet de poser les bases de la recherche sur cette région.
La majeure partie de sa carrière ultérieure est consacrée aux minorités, à la théorie anthropologique et aux relations de parenté.